# June Carter and Johnny Cash: Duets
June Carter and Johnny Cash: Duets è un album in studio della coppia di artisti composta da Johnny Cash e June Carter Cash. Il disco è stato pubblicato nel 2006 ma le tracce sono state registrate in un arco di tempo compreso tra il 1967 e il 1980.

## Tracce
1. It Ain't Me, Babe – 3:04
2. Jackson – 2:46
3. Long-Legged Guitar Pickin' Man – 2:35
4. Oh, What a Good Thing We Had – 2:44
5. Darlin' Companion – 2:15
6. If I Were a Carpenter – 3:01
7. 'Cause I Love You – 2:33
8. The Loving Gift – 2:15
9. Help Me Make It Through the Night – 2:58
10. The Pine Tree – 2:55
11. No Need to Worry – 2:51
12. Old Time Feeling – 2:50
13. One Way Rider – 3:18
14. Brand New Dance – 3:26
15. Far Side Banks of Jordan – 2:42
16. It Takes One to Know Me – 3:35